# Равнинные агамы
Равнинные агамы, или агамы-трапелусы (лат. Trapelus) — род ящериц семейства агамовые.
Средних размеров дневные яйцекладущие ящерицы. Питаются беспозвоночными, иногда растительной пищей.
Ранее равнинные агамы входили в состав сборного рода Agama.

## Распространение
Равнинные агамы распространены в аридной зоне юго-восточной Европы, юго-западной Азии, Средней и Центральной Азии, Китая, Ирана, Афганистана, Аравийского полуострова и Северной Африки. На территории бывшего СССР обитает 2 вида: степная агама (Trapelus sanguinolentus) и руинная агама (Trapelus ruderatus).

## Видовой состав
В составе рода выделяют 13 видов:
- Trapelus agilis — проворная агама
- Trapelus agnetae
- Trapelus boehmei
- Trapelus flavimaculatus — желтопятнистая агама
- Trapelus megalonyx — афганская агама
- Trapelus mutabilis — изменчивая агама
- Trapelus persicus
- Trapelus rubrigularis — красногорлая агама
- Trapelus ruderatus — руинная агама
- Trapelus sanguinolentus — степная агама
- Trapelus savignii — агама Савиньи
- Trapelus schmitzi
- Trapelus tournevillei

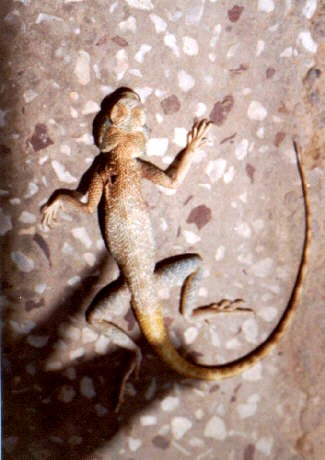
Проворная агама (Trapelus agilis)
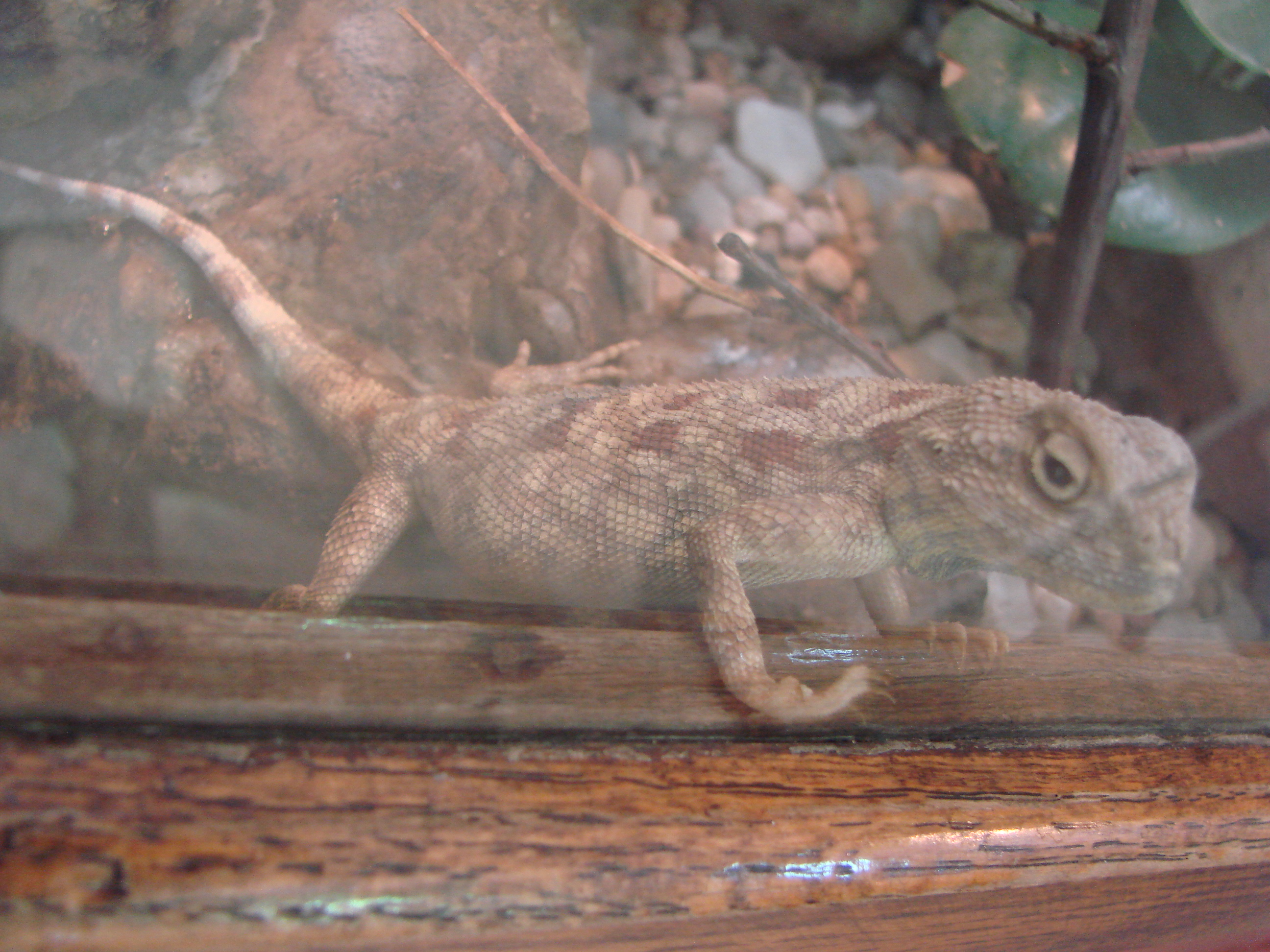
Агама Савиньи (Trapelus savignii)
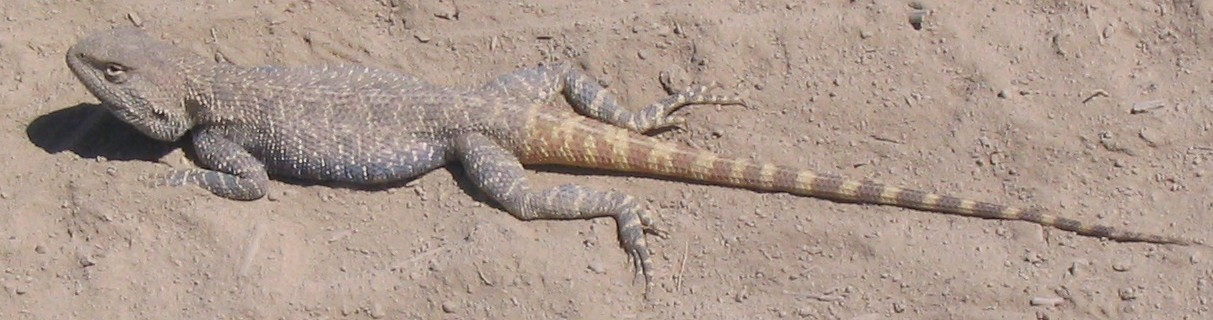
Степная агама (Trapelus sanguinolentus)
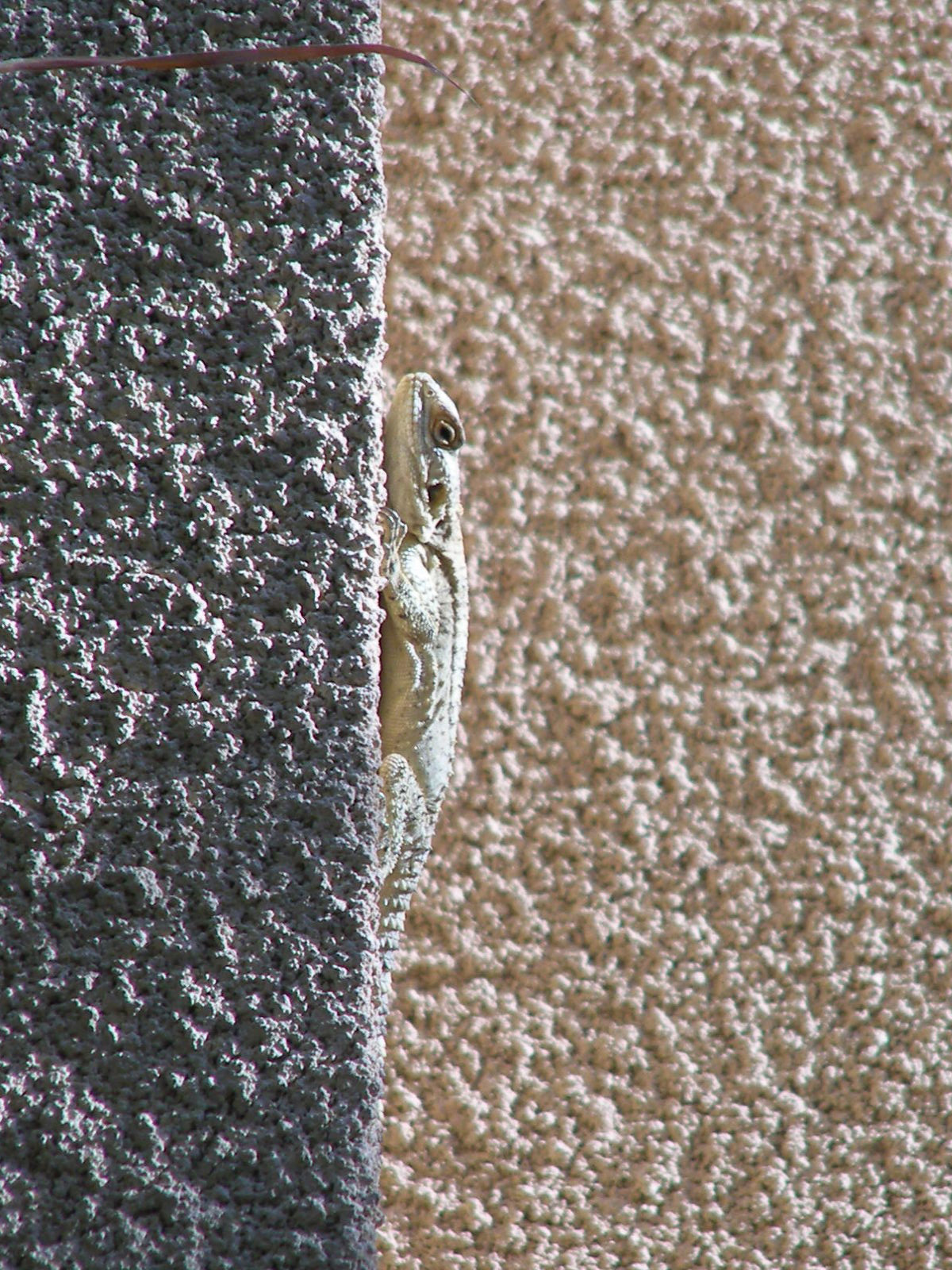
Trapelus pallidus